# ヘルムート・バーガー
ヘルムート・バーガー（Helmut Berger, 1944年5月29日 - 2023年5月18日）は、オーストリアの俳優、モデル、ソーシャライト。バート・イシュル出身。

## 来歴

### 少年時代
ホテルやレストランの経営者の一人息子として生まれ、跡取りとして運営等のノウハウを身につけるためにホテルの専門学校へ行かされるが、家業には興味がなく、子供の頃から俳優になることを夢見ていた。芸能界に入ることに大反対の父親と折り合いが悪く、10代半ばで家を飛び出し、演技の道を志してロンドンへ渡る。同地でレストランのウェイターなどのアルバイトしながら演劇学校に通い、演技や演劇の基礎を学ぶ。後に有名になってからも親交を結ぶこととなったキャット・スティーヴンスらの有名人の家はヒッピーに開放されており、そこでヒッピー文化の影響を受けた。その後バーガーはイタリアへ移り、ペルージャ大学に通った。さらに彼はローマへ移った。

### ヴィスコンティとの愛と死別
大学在学中の1964年、クラウディア・カルディナーレ主演の『熊座の淡き星影』で、たまたまトスカーナ地方のロケに来ていたヴィスコンティらの撮影現場に居合わせた。監督はギャラリー（見物客）の1人に過ぎなかったヘルムートに目が止まり、寒い時期の撮影だったため、助監督にマフラーを持っていかせたが、これが運命的出会いであった。会食がきっかけで数カ月後に彼はヴィスコンティの邸宅に呼ばれ、66年には『華やかな魔女たち』で本格的なスクリーン・デビューを果たすこととなる。無名のヘルムートはホテルの従業員という役を与えられ、その後彼は徐々に仕事を増やし、67年に『ヤング・タイガー』では初主演を果たす。ただし、この映画は若手の新人を集めただけの単純な青春コメディーであり、ヘルムートにとって最初で最後の青春系アイドル映画の出演だった。その後数本の映画やテレビ映画に出演したのち、バーガーは再びヴィスコンティと組んだ耽美派的映画『地獄に堕ちた勇者ども』でスター街道を歩む。同作品ではイングリッド・チューリンらと共演した。『地獄に…』の撮影時は完璧主義者で有名なヴィスコンティはヘルムートに何度もNGを出したという。特にあの女装シーンでの歌と踊りでマレーネ・ディートリヒを完璧にコピーできるように要求した。そんな苦労が実ったのかディートリヒ本人から直々の手紙を貰ったと自叙伝の『Ich』に記されている。ヘルムート曰く今でもその大女優からの手紙はとってあるという。この映画を見たビリー・ワイルダーは「全世界の中でヘルムート・バーガー以外の女には興味がない」と評した。
バイセクシュアルのヘルムートと、同じくバイのヴィスコンティの仲は公然のものとなった。ヘルムート曰く、ヴィスコンティを誰よりも師として尊敬し、時に父親以上に父親的な存在であり、そして「恋人」でもあったという。ヴィスコンティはヘルムートに様々な文化的素養を身につけさせ、レナード・バーンスタイン、マリア・カラス、ルドルフ・ヌレエフなど多くの文化人に会わせた。一方でヘルムートを理解しようとビートルズを自宅に招いたこともあった。
ヴィスコンティは嫉妬深く、ヘルムートの夜遊びを規制した。あまりの関係の深さに、ヘルムートが姉として慕っていたロミー・シュナイダーからは“バーガー嬢”、あるいは“バーガー夫人”とからかわれたほどであったという。

### その後の活動

#### 生活荒廃の後テレビ進出
ヴィスコンティの死後、ジャッロ映画（イタリアン・スリラー）映画などに出演するが、こういった映画と現場にはなじめなかった。しかし1970年代の映画界にはヴィスコンティのような豪奢な芸術作品を再び作る力は無くなっていた。ヘルムートにとってヴィスコンティの死は大きな痛手となっていて、アルコールとコカインに溺れ、荒んだ生活を送る。ライナー・ヴェルナー・ファスビンダーからのいくつかのプロジェクトへの誘いやアメリカ映画『アイズ』のオファーも断り、1977年には自殺未遂を図っている。ヘルムート曰く「あれ程心から僕を愛してくれる人はもう二度と現れない」と泣いたという。ウルスラ・アンドレスなど友人の支えで再起を図ることとなった。
その後映画のみならずフランスやイタリアでテレビの仕事もするようになる。フランコ・ネロと共演したイタリアのテレビ映画『ダンツィヒの薔薇』や、フランス・ドイツ・スイスのテレビ局と制作会社の共作でクロード・シャブロルなどが監督、ジョルジュ・ドルリューが音楽を担当した、テレビのミニシリーズ『ファントマ』に主演。しばらくはアメリカとヨーロッパを行き来する生活が続くが、ヴィスコンティ時代のような映画には出なくなる一方で、1980年にイタリアで最大のヒットとなったコメディー映画『私の妻は魔女』への出演や、新たなイメージ開拓を模索する。
テレビ出演で最も米欧の話題に上ったのが、1980年代に進出したアメリカの人気テレビドラマ『ダイナスティ』のレギュラーだった。役の候補には他にアラン・ドロン、フリオ・イグレシアスがいた。当初気乗りせず断ったのだが、推薦者であり親友のウルスラ・アンドレスの説得で出演を承諾した。ヘルムートはハリウッドで旧知のジャック・ニコルソンや多くのセレブリティ、ソーシャライトの大歓迎を受けた。しかし製作側は彼の派手な夜遊びを「スキャンダルになる」と良く思わなかった。また本気で取り組んだにもかかわらず、製作スタッフと折り合いが付かずに結局降板してしまい、使いづらい俳優のレッテルを張られてしまったという。後年、この『ダイナスティ』の思い出を「泣きながらセットに入り、笑いながら銀行に行った」とあくまでも金のための仕事に過ぎなかったと自嘲している。数年後、大作『ゴッドファーザー PART III』に出演する。フランシス・フォード・コッポラはヘルムートのファンだった。通常と違い、ハゲカツラを付けての地味な老け役に挑んだ。出番が少ない上にアメリカ人スタッフ、俳優と折り合いが合わなかった。英語が下手だと言われたり、扱いのあまりの酷さに憤慨したという。しかし公開当時、この意外な配役は話題になった。
1992年、マドンナのシングル『エロティカ』のプロモーションビデオに出演した。
1993年、『ルードウィッヒ1881』で21年ぶりにルートヴィヒ2世を演じた。ヴィスコンティ作品では描かれなかった晩年のエピソードに絞って描いたこの映画で、バーガーは実際のルートヴィヒ2世の没年齢の40歳より既に遥かに年上であったが円熟味と存在感のある演技を見せた。
1994年11月19日、イタリア人の元プレイメイトでライターのフランチェスカ・グイダートと結婚した。のちに別居したが、離婚はしていない。
1998年に自叙伝『Ich』（僕）を発表する。生い立ちから親しい友人の話、ヴィスコンティはもちろん、人生を時には皮肉っぽく、そして過去を赤裸々に語ったことでドイツ語圏で話題になった。
1990年代後半以降は出身地オーストリアや隣国ドイツで頻繁にテレビのトーク番組にゲスト出演していて、赤裸々なトークと毒舌ぶりで知られている。
2007年、ベルリン国際映画祭でこれまでの功績に対し、特別テディー賞を受賞。

#### 半引退状態に
2009年に母親が亡くなるまでの約10年間を主に故郷のザルツブルクで過ごし、ほとんど俳優業からは退いていた。
2010年6月にイタリアのメディアのインタビューで「私は80本の映画に出演して、今は1ヶ月200ユーロ（約2万2千円）の年金をイタリアから貰っている」と告白した。彼曰くヴィスコンティから生前にもらったものは全て使い果たしたそう。友人の家を転々とする毎日を送っていたという。ヴィスコンティの死後、遺言状は結局見つからず、ヘルムートはヴィスコンティの遺産を相続してはいない。

#### カムバック
2010年代以降、再び国際的に上映される機会の多いヨーロッパ映画への出演を活発化させた。同時にドイツ語圏で高い人気を誇るデヴィッド・ハッセルホフらを抱えるオーストリアの有力エージェントで、ドイツ語圏のリアリティ番組のプロデューサーでもあるヘルムート・ヴェルナーと契約したことでメディアへの露出も増え、話題に上ることも多くなった。2012年秋、ドイツの出版社から大型愛蔵版写真集兼自伝『Helmut Berger - Ein Leben in Bildern』が出版された。2013年1月にはドイツで高視聴率のリアリティ番組に出演。一方で同年6月にはザルツブルクの自宅が盗難に遭い、宝石類やアンディ・ウォーホルやロイ・リキテンスタインの絵画など100万ユーロ相当の被害を受けたと報じられた。
2014年『SAINT LAURENT/サンローラン』で、晩年のイヴ・サン＝ローランを演じ、話題になった。2015年にはこの作品の出演への反響から、1998年にドイツ語圏で出版された自伝がフランス語に訳され、サン＝ローランの伝記映画撮影に関する箇所を追加し『Helmut Berger, autoportrait』のタイトルで出版された。
2014年に映画で知り合った36歳年下の男優、フローリアン・ヴェスと2015年にスペインのイビザで結婚式を挙げた。この結婚には議論があり、まず、フランチェスカ・グイダートから重婚であると抗議された。また、結婚式自体はヘルムート・ヴェルナーによる宣伝行為であり、形式的で正式なものではないという報告もあった。

#### ドキュメンタリー、舞台そして引退
2015年にはバーガーの日常生活を赤裸々に描写したというドキュメンタリー映画『俳優、ヘルムート・バーガー』が製作された。この作品はスキャンダラスな興味を喚起させたが、作品中での猥褻行為が理由でヴェスとの関係は終わりを迎えることとなった。一方、この映画の中での描かれ方に激怒したヘルムートは監督らを告訴している。
2017年、ピアニストのアレクサンドル・タローのアルバム『バルバラ』に参加した。このアルバムはシャンソン歌手バルバラへのトリビュート作品で、ヘルムートは『パリとゲッティンゲン』で語りを担当した。
2018年、ベルリンのフォルクスビューネ劇場において、カタルーニャ出身の前衛映画監督アルベルト・セラの演出、イングリット・カーフェン共演によるLibertéで73歳にして初舞台を踏んだ。
同2018年には再びヘルムートに関するドキュメンタリー映画『ヘルムート・バーガー、私の母そして私』が撮られた。ZDF、ZDFの関連チャンネル3sat、オーストリア放送協会の出資で製作されたこのドキュメンタリーは監督のヴァレスカ・ペーターズの母親がヘルムートの大ファンで、偶然見た近年の姿にショックを受け、突然「ヘルムートを救いに行かねばならない」とヘルムートを探索し、自身の別荘に招いて生活の世話を行い、あらゆる中毒の治療に精を出すという内容であった。並行してベルリンでの舞台の様子も撮られた。
2019年、ベルリンでの舞台を映画化した『リベルテ』に主演。この作品はカンヌ国際映画祭ある視点部門で審査員特別賞を受賞した。
同年5月の75歳の誕生日に出生地バード・イシュルに胸像が建てられ、その除幕式に車椅子で出席した。
同年9月にはキッツビュール映画祭で栄誉賞を受賞。
同年11月、健康問題などを理由に引退を表明した。
2023年5月18日、ザルツブルクで死去。78歳没。ザルツブルクと生地のバート・イシュルで葬儀が執り行われた後、バート・イシュル墓地に埋葬された。

## 人物
- ルキノ・ヴィスコンティ監督作品で有名である。ヴィスコンティ亡き後は自身を「わたしはヴィスコンティの未亡人」と呼んでいた。
- 若い頃にイギリスやイタリアに留学していたため、ドイツ語のほか、英語, イタリア語、およびフランス語に堪能である。
- ヨーロッパにおいては1960年代後半から1990年代にかけては『ジェットセット』と呼ばれる、世界中を遊びまわる有閑階級のパーティー・ピープルの象徴的人物としても知られ、パパラッチの格好のターゲットでもあった[29]。
- 「バーガー」という日本語表記は英語読み(['bə:gə][30])に近く、ドイツ語では「ベアガー」[31]または「ベルガー」(['bɛrgɐ][30])に近い。

## 来日
1985年に1度だけ来日したことがある。当時発足したばかりの東京国際映画祭に招かれての来日であり、その時に小森和子と対面した。小森はヘルムートの印象を、とても紳士的だったと語っている。
その時のメインイベントの一つとして6月5日・6日に東京都体育館にて「世界映画人チャリティーテニストーナメント」が開催され、マリア・シュナイダーらと共に出場した。

## トリヴィア
- 英国版ヴォーグ誌の1970年7月号の表紙を当時交際していたマリサ・ベレンソンと共に飾り、英国版のみならず、世界中のヴォーグ誌初の男性表紙モデルとなった[34][35][36]。この表紙写真を撮影したデヴィッド・ベイリーとはその後もヴォーグ誌のグラビアや1972年に製作されたテレビドキュメンタリーBailey on Visconti、スペインのファッションブランドPunto Blancoの広告写真[37]など多くの仕事を共にしている。1977年のベイリーの初の長編映画Paperbackに主演することも予定していたが企画が流れ、実現しなかった。
- ヘルムート・ニュートンが1984年に撮ったヘルムートのオールヌードは、ニュートンが唯一撮影した男性のオールヌードである[38]。
- イカレたロミオに泣き虫ジュリエット  Du Mich Auch (1986) が監督作としてフィルモグラフィーに載っていることがあるが、ダニ・レヴィ、アンニャ・フランケと共同監督したヘルムート・バーガーは、1949年生まれの同姓同名の別人である。
- ザルツブルクを拠点するダンス・パンクバンドThe Helmut Bergers (2011年結成) はワイルドなセックスシンボルだったヘルムートから名前を取った、としている[39]。

## 主な出演作品

### 映画
- 華やかな魔女たち Le streghe (1966)　本格デビュー作。
- ヤング・タイガー I giovani tigri (1967)　※実は初主演作 日本未公開
- Sai cosa faceva Stalin alle donne? (1969) ※日本未公開
- 地獄に堕ちた勇者ども La Caduta degli dei (1969)
- ドリアン・グレイ/美しき肖像 The Secret of Dorian Gray (1970)
- 雨のエトランゼ Un Beau Monstre (1970)
- 悲しみの青春 Il Giardino dei Finci Contini (1971)
- ルートヴィヒ Ludwig (1972)
- 輪舞 La ronde (1973)
- 別離 Ash Wednesday (1973)
- 家族の肖像 Conversation Piece (1974)
- 暗殺指令・虎狼の手口 Order to Assassinate (1974)　※日本未公開 テレビ放映のみ
- サロン・キティ Salon Kitty (1976)
- エンテベの勝利 Victory at Entebbe (1976)
- マッド・ドッグ/ファイアー・ガンを持つ豚ども Mad Dog (1977)　※日本未公開
- ヘロイン Heroin (1980)　※日本未公開
- 私の妻は魔女 Mia moglie è una strega (1980)　※日本未公開
- Die Jäger (1982)　※日本未公開
- Victoria! La gran aventura de un poble (1982) ※日本未公開
- Victoria! 2: El frenesì del 17 (1983) ※日本未公開
- 官能のメヌエット/解き放たれた愛欲の宴 Femmes (1984)　※日本未公開　ビデオのみ
- Victoria! 3: La razon y el arrebato (1984) ※日本未公開
- コードネームはエメラルド Code Name: Emerald (1985)
- フェイスレス Faceless (1988)
- ゴッドファーザー PART III The Godfather Part III (1991)
- ルードウィッヒ1881 Ludwig 1881 (1993)
- Blutsfreundschaft (2009) ※日本未公開
- パガニーニ 愛と狂気のヴァイオリニスト The Devil's Violinist (2013)
- SAINT LAURENT/サンローラン（2014）
- 俳優、ヘルムート・バーガー (2015)
- Timeless (2016) ※日本未公開
- Helmut Berger, meine Mutter und ich (2018) ※日本未公開
- リベルテ (2019)

### TVドラマ
- ダンツィヒの薔薇 (1979)
- ファントマ Fantomas (1980)
- ダイナスティ Dynasty(1983-84、第4シーズン)
- いいなづけ (1989)

### その他

#### ドキュメンタリー
- Bailey on Visconti (1972)
- Visconti (2002)
- Mein Leben - Helmut Berger (2006)
- 俳優、ヘルムート・バーガー (2015)

#### 舞台
- Liberté (2018年2月22日 - 、フォルクスビューネ劇場)

#### ミュージックビデオ
- マドンナ : エロティカ (1992)
- Blumfeld : Tausend Tränen tief (1999)
- ネーナ: Besser gehts nicht (2013)